# جورج توماس (لاعب كرة الريشة)
جورج توماس (بالإنجليزية: George Thomas) هو لاعب كرة الريشة هندي، ولد في 15 أبريل 1966 في كيرلا في الهند.

## وصلات خارجية
- جورج توماس على موقع BWF.tournamentsoftware.com (الإنجليزية)
- جورج توماس على موقع BWFbadminton.com (الإنجليزية)
- جورج توماس على موقع اتحاد ألعاب الكومنولث (مؤرشف) (الإنجليزية)